# 賽普勒斯伊斯蘭教
伊斯蘭教是賽普勒斯少數派宗教，佔賽普勒斯約25.4%人口。1974年，土耳其入侵塞浦路斯島，這之後，塞浦路斯島北部的穆斯林人口有了明顯的增長，這些穆斯林絕大多數是遜尼派。

## 歷史
公元1570年，鄂圖曼帝國的將領拉拉·穆斯塔法帕夏征服塞浦路斯島。並將伊斯蘭教傳進塞浦路斯。土耳其裔賽普勒斯人主要為遜尼派穆斯林，蘇菲派也有一定程度的影響。歷史上穆斯林曾遍佈整個塞浦路斯島，在1974年土耳其入侵塞浦路斯島後，穆斯林主要分布於賽普路斯島北部。